# نامیرایی زیستی
نامیرایی زیستی حالتی است که احتمال مرگ مستقل از سن باشد. موجود زنده‌ای که چنین خصوصیتی دارد بر اثر پیری نمی‌میرد اما ممکن است بر اثر عوامل دیگری مانند آسیب فیزیکی یا بیماری بمیرد. موجودات تک‌سلولی و چندسلولی مختلفی -از جمله بعضی مهره‌داران- در طول عمرشان یا پس از رسیدن به سن معینی به این حالت دست می‌یابند.
زیست‌شناسان از این اصطلاح برای توصیف سلول‌هایی که از حد هایفلیک پیروی نمی‌کنند نیز استفاده می‌کنند.

## نامیرایی زیستی در سلول‌ها
یک سلول به دلیل آسیب به دی‌ان‌ای یا کوتاه‌شدن تلومر نمی‌تواند بیش از حد هایفلیک تقسیم شود. زیست‌شناسان از واژهٔ 'نامیرا' برای توصیف سلول‌هایی استفاده می‌کنند که از این قانون پیروی نمی‌کنند، و می‌توانند بدون محدودیت تقسیم شوند.

## نامیرایی زیستی در ارگانیسم‌ها
ارگانیسم‌ هایی که افزایش سن اثر محسوسی بر آن‌ها ندارد شامل موارد زیر است (طول عمر تخمینی این موجودات در حیات وحش ذکر شده است):
- en:Rougheye rockfish - با عمر تخمینی ۲۰۵ سال
- سمندر سفید - با عمر تخمینی ۱۰۲ سال
- لاک‌پشت نقش‌دار - با عمر تخمینی ۶۱ سال
- en:Blanding's turtle - با عمر تخمینی ۷۷ سال
- en:Eastern box turtle - با عمر تخمینی ۱۳۸ سال
- en:Red sea urchin - با عمر تخمینی ۲۰۰ سال
- صدف ایسلندی - با عمر تخمینی ۵۰۷ سال
- کاج زبرمیوه غربی - با عمر تخمینی ۴۷۱۳ سال
- کوسه گرینلند - با عمر تخمینی ۴۰۰ سال[۳]

### عروس دریایی
تیولا یک نوع عروس دریایی کوچک است که می‌تواند به نامیرایی زیستی برسد

## تلاش برای ایجاد نامیرایی زیستی در انسان
موسسهٔ تحقیقاتی سنس از موسسات پیشگام در این زمینه است. این سازمان غیرانتفاعی از روش‌های تحقیقاتی برای رسیدن به پیری بی‌اثر حمایت میکند.